# مودستو دنیس
مودستو دنیس (انگلیسی: Modesto Denis؛ زادهٔ ۱۹۰۱) یک بازیکن فوتبال اهل پاراگوئه است. 
وی همچنین در تیم ملی فوتبال پاراگوئه بازی کرده‌است.